# ستيفان سيجورني
ستيفان سيجورني (مواليد 26 مارس 1985) هو محام وسياسي فرنسي يشغل منصب عضو في البرلمان الأوروبي منذ عام 2019. منذ العام 2021 أصبح قائد مجموعة تجديد أوروبا، وهي مجموعة برلمانية ليبرالية مؤيدة لأوروبا. كان سيجورني مستشارًا لإيمانويل ماكرون خلال فترة ولايته الوزارية وقدم له المشورة خلال حملته الرئاسية لعام 2017.